# Stora kakelpriset

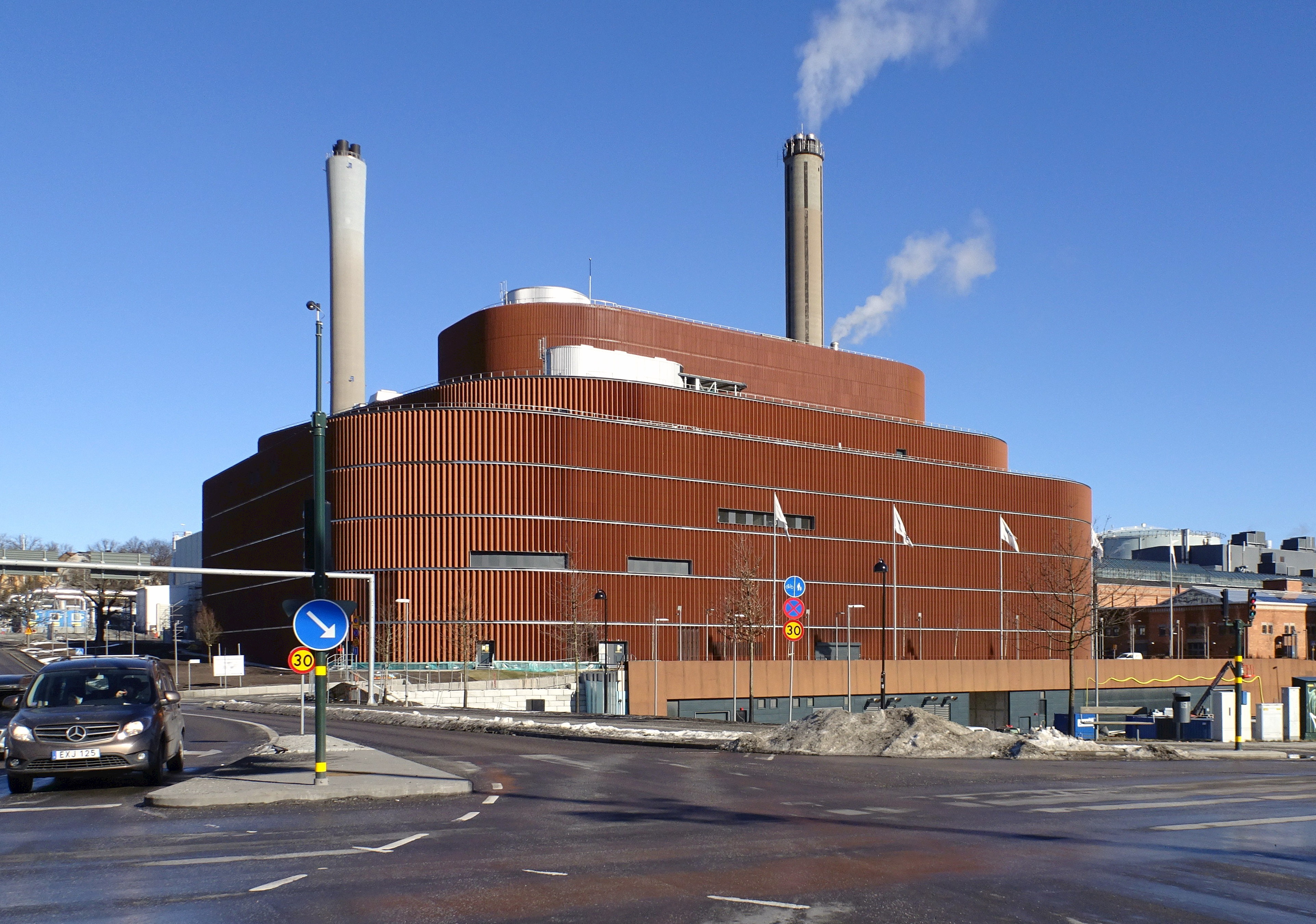
Värtaverket, pristagare 2017

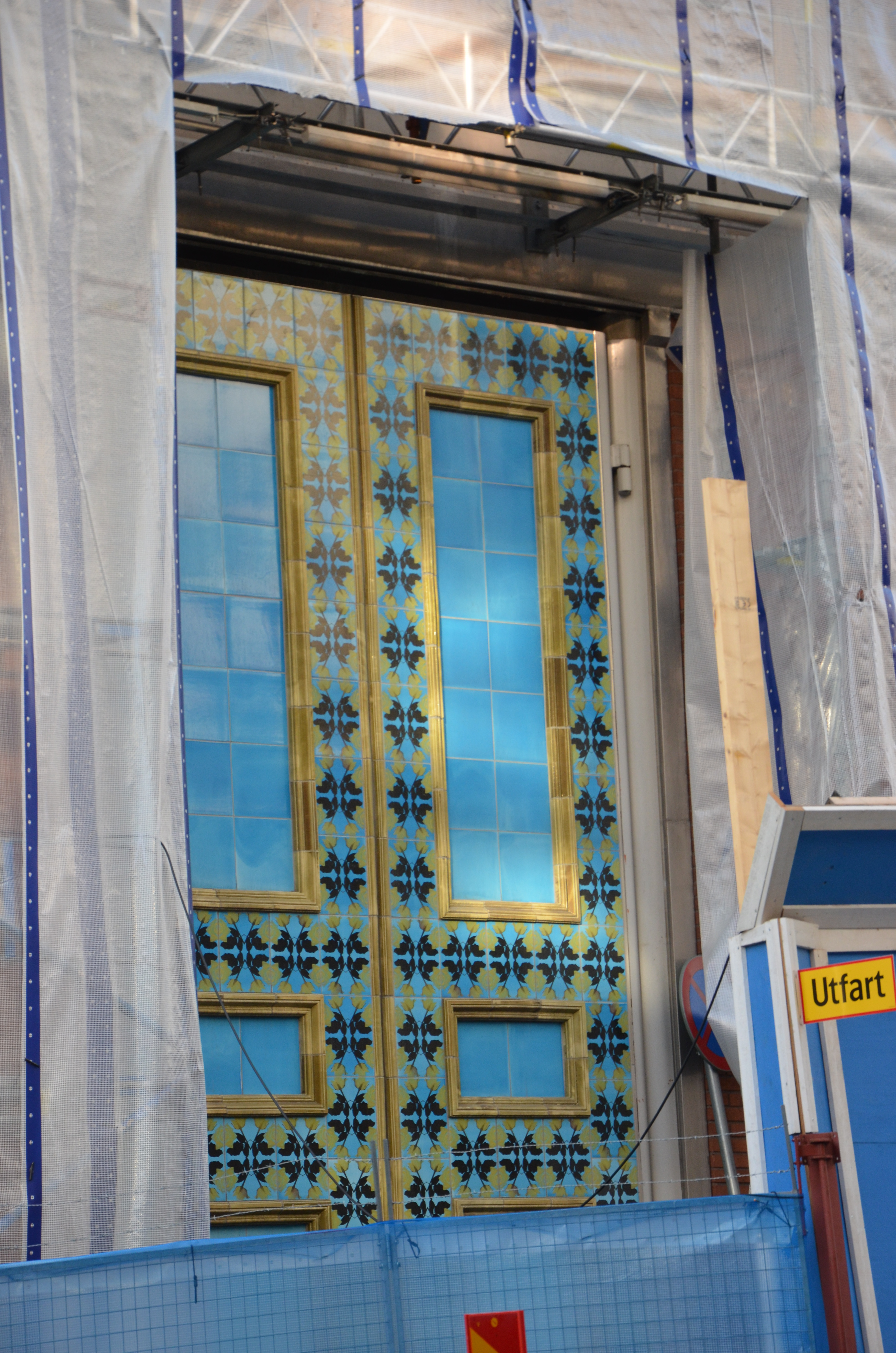
Välkommen i Stockholm av Germund Lindunger, pristagare 2004

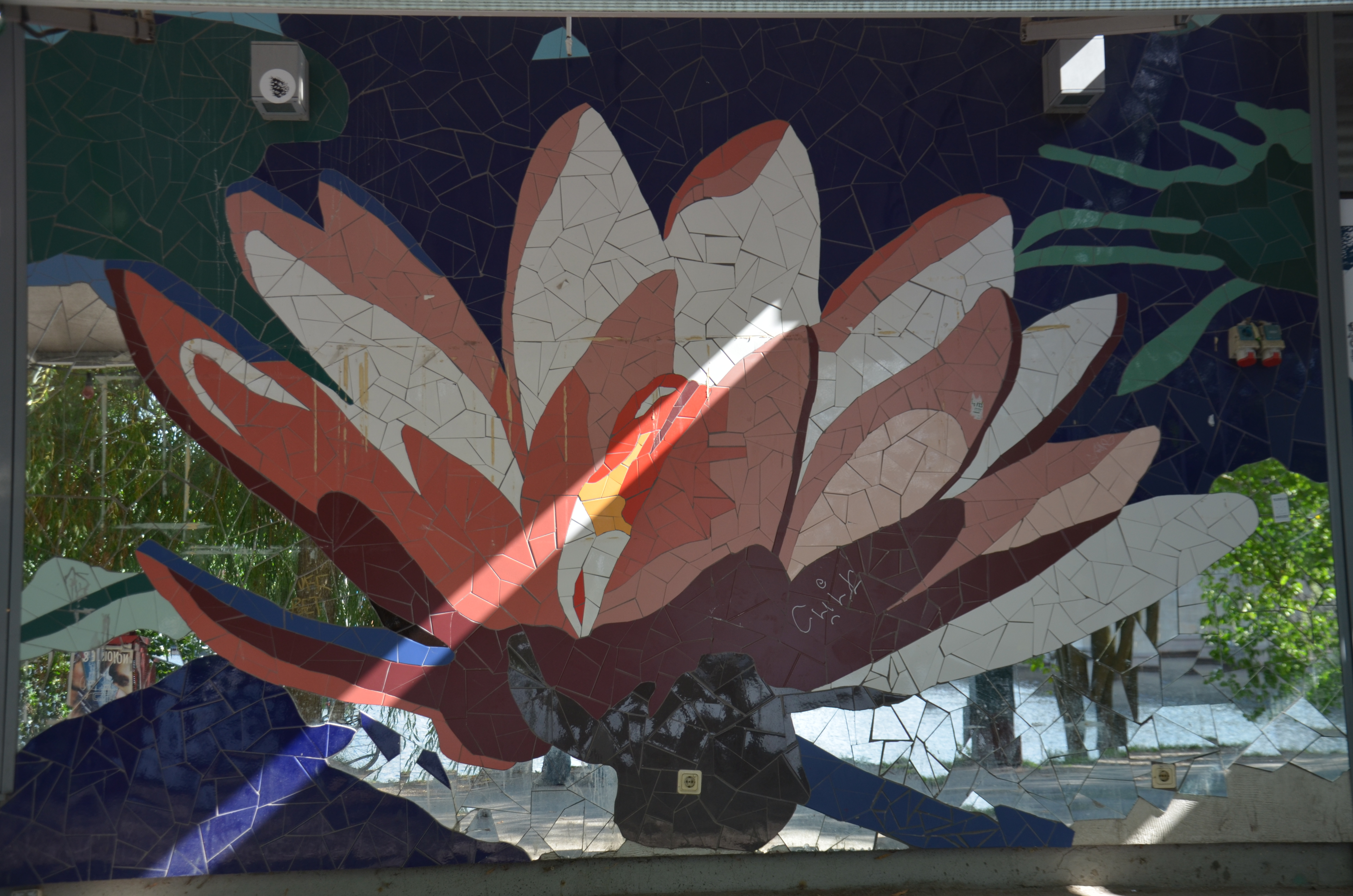
Miraculum 510 i Stockholm av Backa Carin Ivarsdotter och Monica Larsson, pristagare 2006

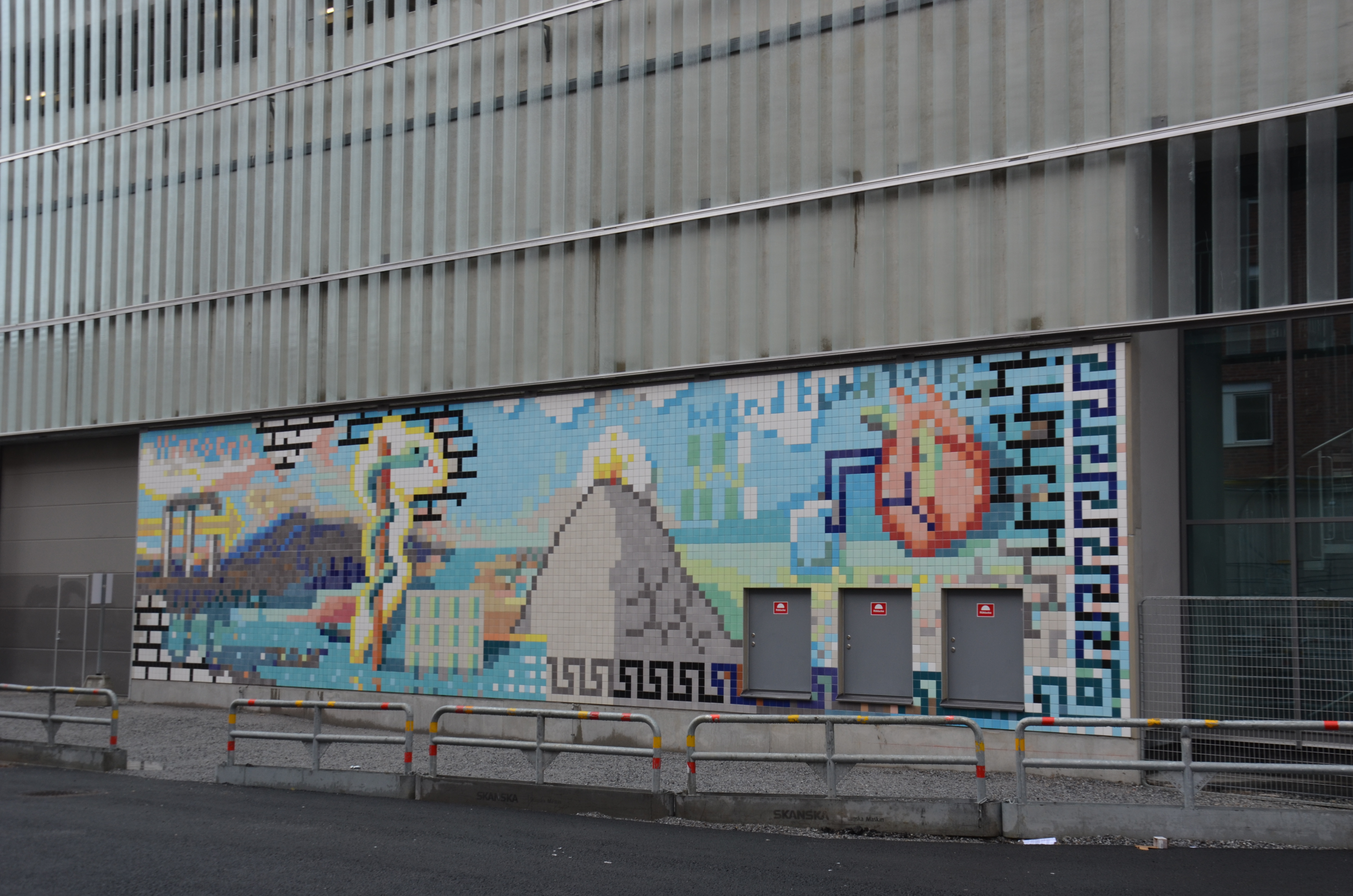
Ager Medicinae i Solna av Kristoffer Zetterstrand, pristagare 2013

Stora kakelpriset är ett svenskt arkitekturpris, som delats ut sedan 2001 av branschorganisationen Byggkeramikrådet till en arkitekt eller konstnär, som ansvarat för utformning av ett byggnadsobjekt där byggkeramik använts på ett förtjänstfullt sätt.
Priset består av ett resestipendium på 50.000 kronor.
Inget pris har delats ut efter 2017 och det är oklart när delas ut nästa gång.

## Pristagare
- 2001 Husbybadet, Husby i Stockholm.
- 2002 Kummelby kyrka i Sollentuna
- 2003 Bostadshuset Varvsholmen 1, hus 7, Kalmar
- 2004 Mosaiken Välkommen, tre portar på Mäster Samuelsgatan av Germund Lindunger
- 2005 Tingshuset i Helsingborg av Carl-Åke Bergström vid Arkitektkontoret Ecoscape
- 2006 Mosaiken Miraculum 510 vid Hornstulls strand i Stockholm vid marknadsplatsen Street av Backa Carin Ivarsdotter och Monica Larsson.
- 2007 Kontorsbyggnad för Skooghs Byggnads AB i Kristianstad av Uulas Arkitektkontor[2]
- 2008 Ej utdelat
- 2009 Kvarteret Loka Brunn i Sabbatsbergsområdet i Stockholm
- 2011 Resecentrum i Umeå av Astrid Sylwan[3]
- 2012 Kuggen, Göteborg, av Wingårdhs Arkitektkontor[4]
- 2013 Mosaiken Ager Medicinae (Fältet Medicin) av Kristoffer Zetterstrand, Karolinska universitetssjukhuset i Solna kommun[5]
- 2014 Ting1, Örnsköldsvik, av Wingårdhs Arkitektkontor
- 2015 Lux, Lunds universitet, av Jais Arkitekter
- 2016 Malmö Live, av Schmidt Hammer Lassen Architects
- 2017 Värtaverket KVV8, med Helena Glantz på Urban Design och Michael Krarup på Gottlieb Paludan som huvudansvariga för utformning och materialval